# کانوداسکاتی
کانوداسکاتی (به لاتین: Kanudaskati) یک روستا در بنگلادش است که در استان باریسال و در ناحیه پیروج‌پور واقع شده است.